# Uierbrander
Een uierbrander is een apparaat dat in de melkveehouderij wordt gebruikt voor het ontharen van de uier van een melkkoe.
Het ontharen van uiers wordt gedaan om vervuiling van de uiers en daarmee de melk door aanklevende mest en dergelijke tegen te gaan. Zo kan besmetting met in het vuil aanwezige ziektekiemen worden voorkomen. De meest gebruikte manier is scheren met behulp van een elektrisch scheerapparaat. Het alternatieve wegschroeien van de haren met een brander is afkomstig uit Amerika. In vergelijking met scheren is de methode veel minder arbeidsintensief en uit onderzoek bleek dat bij een goede toepassing de stressbelasting voor de koe ongeveer hetzelfde is. Er is dus geen verhoogd risico voor agressief gedrag van de koe gedurende de uitvoering. Toch bleek uit het onderzoek ook dat vooralsnog minder dan 20% van de Nederlandse veehouders de voorkeur gaf aan branden.
De speciale uierbranders zijn voorzien van een lans die het mogelijk maakt dat de dierverzorger zonder bukken zijn werk doet. De brander werkt met zuurstofarm propaangas. Dit geeft een in grootte regelbare gele vlam die wel het haar verschroeit maar niet zo heet is dat hij meteen brandwonden veroorzaakt. Branden gebeurt 3 tot 4 keer per jaar en vindt vooral toepassing op grote bedrijven waar de dieren het gehele jaar binnen worden gehouden.